# Tematika LGBT ve filmu a televizi
Filmy s LGBT tematikou jsou filmy různých žánrů, v nichž je hlavním nebo významným tématem homosexualita či bisexualita nebo které se zabývají otázkami sexuální identity (transgender, transsexualita). Totéž platí o televizních filmech a seriálech. Filmoví tvůrci už léta čerpají z tematiky sexuální orientace. Tento článek je přehledem mainstreamové kinematografie hlavního proudu, převážně popkultury zabývající se touto tematikou. Částečně pojednává také o proudu New Queer Cinema, ale nikoliv o pornografických filmech.

## Historický přehled

### Začátky filmu
Na počátcích filmu se LGBT tematika objevovala na plátnech velmi zřídka, a když, tak v komických scénách nebo v situacích, které měly u diváka vyvolat pocity smutku nebo strachu. Za první známé dílo s LGBT tematikou lze považovat kamerovou zkoušku, známou pod názvem Dickson Experimental Sound Film nebo Gay Brothers. Natočena byla na konci roku 1894 nebo na začátku roku 1895 ve studiu Thomase Edisona. Ukazuje pár tančících mužů a Williama Kennedy Laurie Dicksona, který hraje na housle píseň Song of the Cabin Boy. Sexuální orientace filmovaných mužů je předmětem spekulací, a proto otázka, zda se v případě tohoto filmu dá hovořit o homosexuálním motivu, je sporná.
Profesionální filmaři tohoto období se také pokusili točit filmy s LGBT tematikou jako hlavní dějovou linkou. V roce 1919 natočil v Německu Richard Oswald snímek Jiný než ostatní (Anders als die Andern), smyšlený příběh o vydírání a kriminalizaci homosexuálů. Je to první film ukazující problematiku homosexuálů, navíc s pozitivním podtextem. Film je také znám tím, že v něm hrál sám sebe Magnus Hirschfeld, průkopník sexuologie. Film prošel bouřlivou historií, zažil první zakázanou projekci a v roce 1920 byly jeho kopie zničeny. Některé materiály z filmu přežily v Hirschfeldových sbírkách a byly včleněny do dalšího filmu, Zákony přírody / Pohlavní pud (Gesetze der Liebe). Také tento film byl po premiéře zakázán a zničen. Jedna kopie se dostala na Ukrajinu a v 70. letech byla objevena v mnichovském Městském muzeu. V roce 1931 natočila v Německu Leontine Sagan film Dívky v uniformě (Mädchen in Uniform), adaptaci díla Christy Winsloe Rytíř Narestan. Film byl o neopětované lásce studentky k učitelce a jeho hlavním poselstvím tohoto byla kritika systému pruského vzdělávání, příčiny mnohých sebevražd mladých lidí.
Ve 20. letech 20. století sloužili gayové ve filmech pro pobavení publika. Muži převlečení za ženy vyvolávali mezi diváky salvy smíchu. Populárním gagem, často používaném zejména v sériově vyráběných westernových němých filmech, bylo umístit mezi typicky mužské hrdiny zženštilou mužskou postavu. Ozvučení filmu přineslo další funkce: zženštilí muži mohli mluvit zmanýrovanými a příliš vysokými hlasy. Tyto vedlejší postavy se objevovaly na plátně jen na krátkou dobu, aniž by výrazně ovlivnily děj. V muzikálech přelomu 20. a 30. let se objevil nový typ hrdiny: kostýmní návrhář s nejistou sexualitou. V jednom z filmů (Clara Bow) se objevil i gay bar.

### 30.–50. léta: záporné postavy a zneviditelňování
Ve filmech z 30. let 20. století se obvykle diváci smáli mužům převlečeným za ženy, zatímco ženy v mužském oblečení u publika vzbuzovaly obdiv a chválu. Marlene Dietrich v Maroku z roku 1930, oblečená do černého pánského obleku, sestupuje z pódia a políbí na rty ženu sedící u stolu. Greta Garbo hrála ve filmu Královna Kristýna z roku 1933 o vztahu mezi královnou a její služkou. Tyto role už nevzbuzovaly velké kontroverze a díky obsazení velkých hvězd scény výslovně zobrazující odlišnou sexualitu ohlásily změnu v přístupu k tomuto tématu. Objevily se i hlasy, které protestovaly proti přílišnému uvolnění morálky, ale na publikum to nemělo přílišný vliv. Tuto liberalizaci ukončilo zpřísnění předpisů v Německu paragrafem 175, a tím také na dlouho skončilo zobrazování LGBT tematiky v německých filmech.
Ve stejné době (v roce 1934) byl v USA zaveden tak zvaný Haysův kodex. Ten zakazoval jakoukoli prezentaci homosexuálních vztahů. Z filmových scén byly vyloučeny letmé polibky, milostné pózy, svádění, znásilnění, prostituce, obchod s lidmi, a sama homosexualita byla popisována jako „sexuální perverze“. Pro potřeby filmu se původní scénáře, zápletky i hrdinové během dvou desetiletí předělávaly. Ze hry Ztracený víkend o alkoholikovi s nejistou sexuální orientací se stal film o scenáristovi, který má potíže s alkoholem a tvůrčím blokem. Z románu The Brick Foxhole, pojednávajícím o vrahovi, jehož oběťmi byli homosexuálové, se stal scénář k filmu o antisemitismusu, Křížový výslech. Principy Haysova kodexu se projevily i jinde: z filmu Kočka na rozpálené plechové střeše (1958) Richarda Brookse byly např. odstraněny náznaky hrdinovy bisexuální orientace.
Zcela odlišná situace byla u Ben Hura Williama Wylera z roku 1959. Spisovatel Gore Vidal tvrdil, že Wylerovi do filmu navrhl jemný homosexuální podtext, který by vysvětlil Messalovy motivy při zradě Judy a jeho rodiny. Vzhledem k tomu, že Haysův kodex neumožnil otevřenou reprezentaci homosexuálního vztahu, který mezi sebou Juda a Messal v mládí měli, byl pouze naznačen hrou obou aktérů. Vidal přesvědčil Wylera, aby takto instruoval Stephena Boyda, který hrál Messala, ale nic o tom neřekl představiteli Judy Charltonovi Hestonovi, známému pro jeho odpor k homosexuálům. Podle Vidala je účinek jeho myšlenky v konečném filmu zřetelný. Úplně jinak to samozřejmě podal Heston, podle kterého měl Vidal na konečnou podobu filmu jen malý vliv.
Někdy se však stalo, že byly postavy poznamenány obvyklými soudobými představami o „zženštilých mužích“ coby darebácích. Nešlo přitom o záměrné vytvoření negativního obrazu homosexuálů s cílem očernit je v očích společnosti, jako spíše přidat postavám padouchů další démonizující vlastnost navíc. Gloria Holden ve filmu Draculova dcera a Peter Lorre v Maltézském sokolu byli prvními představiteli trendu, v němž měly lehké homosexuální sklony negativních hrdinů za úkol učinit je ještě více zlými. Používaly se negativní stereotypy tehdejší společnosti, a tím tyto stereotypy ještě posilovaly. Tento typ hrdiny je filmovými teoretiky v pozdějších pracích definován jako „homo-stvůra“[zdroj?].
Ve 40. a 50. letech 20. století se objevil negativní hrdina s homosexuálními rysy u Alfréda Hitchcocka ve filmech Provaz a Cizinci ve vlaku. V Mrtvé a živé je hrdinka sexuálně fascinována zesnulou paní de Winterovou. Tyto postavy nejsou zločinci, ale psychopati. Lesby byly představovány jako „mužatky“, androgyni, vězeňkyně nebo neurotické ženy, což mělo být varováním pro divačky. Osoby s odlišnou sexuální identitou také končily tragicky, jako třeba ve filmu Johnny Guitar z roku 1954.
Typickými pro 50. léta jsou také filmy s postavami tzv. „tomboys“, tedy dívek chodících v kalhotách, střílejících a jezdících na koni. Díky lásce k muži objevovaly svou „pravou“ identitu a již oblečené v dámských šatech se oddávaly za svého vyvoleného. Z filmů vyplývalo zřetelné mravní ponaučení.

### Nové filmové trendy 60. let
V roce 1960 byla z filmu Spartakus v režii Stanleyho Kubricka vystřižena scéna, ve které byl Antonius sveden Crassiem. Tato scéna se po letech vrátila do nové kopie filmu, tzv. „režisérské verze“. V době, kdy američtí filmaři hledali způsob pozitivního zobrazení homosexuality, aby mohla projít cenzurou, z Velké Británie přišel nový trend. V roce 1961 tam vznikl film Oběť s Dirkem Bogardem v hlavní roli. Film ukazuje prvního otevřeně homosexuálního filmového hrdinu, který obstál navzdory tehdejším obvyklým stereotypům. Film byl divácky oblíbený a komerčně rentabilní. Američtí tvůrci tak čelili konkurenci ze zámoří, kde se jasným a čitelným způsobem začala definovat homosexuální problematika. Finanční motivace přinutila producenty k závěru, že jediným způsobem jak navrátit do kin větší počet diváků je přivést do filmů „zralá“ (tedy diváky přijatá) témata a jednoznačně formulovat LGBT problematiku.
Počátkem 60. let 20. století Haysův kodex pomalu začal ztrácet na účinnosti. Přesto zůstávala otevřená prezentace homosexuality kategoricky zakázána. Krátce poté bylo ale i toto poslední tabu zrušeno. Jako první to dokázal Otto Preminger, a to při natáčení filmu Advise and Consent. V něm jde, sice v pozadí, ale přece, o vydírání vysoce postaveného úředníka z důvodu jeho dávného homosexuálního románku. Dalším dílem byla Dětská hodinka v režii Williama Wylera, v níž jsou dvě mladé učitelky odsouzeny za homosexuální vztah, což v neobyčejně negativně smýšlející společnosti zničí jejich život. Role učitelek, potýkajících se s nedostatkem pochopení, zahrály Shirley MacLaine a Audrey Hepburn.
Zajímavá a kvalitní díla s LGBT tematikou se v té době začínala točit také v Evropě, především v Itálii, tehdejší filmové velmoci. Nejznámějšími režiséry byli na jedné straně Luchino Visconti, pocházející ze staré severoitalské šlechtické rodiny a čerpající své motivy z buržoazního a šlechtického prostředí 19. a 20. století, na druhé straně komunista Pier Paolo Pasolini, čerpající především ze starověku a středověku, a současně tvrdý kritik buržoazní konformity.
Viscontiho nedokončená tetralogie se skládá z filmů Soumrak bohů (1969), Smrt v Benátkách (1971) a Ludvík Bavorský (1972). V Soumraku bohů se objevilo jak téma homosexuality a případné pedofilie hlavního hrdiny, tak pověstné pitky a homosexuální orgie příslušníků bavorské SA. Ve Smrti v Benátkách se stárnoucí intelektuál beznadějně zamiluje do nezletilého blonďatého eféba. Ludvík Bavorský pojednává o tragickém životě bavorského krále Ludvíka. Hlavním představitelem prvního a posledního snímku byl Viscontiho tehdejší milenec Helmut Berger. Jedním z Pasoliniho nejsilnějších filmů byla Teoréma (1968). Hlavní hrdina (hraný charismatickým Terencem Stampem, který se 30 let poté objevil v Dobrodružství Priscilly, královny pouště) přijíždí na návštěvu do bohaté rodiny a svede všechny její členy, včetně služky, a způsobí její duševní a fyzický rozvrat.
Navzdory změně optiky producentů a konečnému zastavení cenzury v hollywoodské produkci byly stále homosexualita a bisexualita považovány za něco hanebného, něco jako temné tajemství, které je nutno skrývat, a postavy byly vykreslovány velmi ploše. Lidé s odlišnou sexuální orientací byli líčeni jako nespokojení jedinci se sebevražednými sklony, kteří se obvykle na konci příběhu odhodlají k tomuto zoufalému kroku.

### 70. léta na pozadí vznikajícího LGBT hnutí
Rok 1969 přinesl po Stonewallských nepokojích v New Yorku počátek celosvětového gay a lesbického hnutí. Hlasité a otevřené vykreslování tématu odlišných sexuálních preferencí mělo vliv na veřejné mínění nejen v USA. Současně s tím přišly do širšího povědomí pacifistické názory a subkultura hippies, což nezůstalo bez vlivu na kinematografii.
V roce 1970 vznikl film, ve kterém byli homosexuální hrdinové vylíčeni novým způsobem: Kluci z party (The Boys in the Band). Příběh vypráví o postupné proměně narozeninové oslavy skupiny gayů. Nebyl to už příběh o nešťastných samotářích, ale prokázal smysl pro komunitu. I když bylo svérázně humorné pojetí označováno za nevkusné, film představil své hrdiny jako skupinu sebevědomých gayů, a to v prvním plánu. Po tomto filmu se gayové na plátnech a obrazovkách objevovali častěji a jejich postavy začaly být jasněji definovány. Postupně začaly vznikat filmy, jejichž prostřednictvím docházelo k vyváženějšímu vyobrazování postav odlišné sexuální orientace.
Kabaret režiséra Boba Fosse z roku 1972 je zasazen do reality německých bohémů 30. let 20. století, období morální a sexuální svobody, které podkresluje příběh bisexuálního románku mezi třemi hlavními postavami. Sexuální orientace tady pro nikoho nepředstavovala problém a postavy žily v naprosté svobodě, bez omezujících pravidel. Po soumraku umělecké éry Berlína a dekadentního fin du siècle přišel nástup Národního socialismu, který vše brzy změnil.
V roce 1974 byl natočen film A Very Natural Thing, v němž student semináře hledá lásku a štěstí v trvalém vztahu. Ve vítězném Oscarovém filmu Psí odpoledne (Dog Day Afternoon) z roku 1975 byl hlavním hrdinou bisexuální zloděj (ztvárněný na Oscara nominovaným Al Pacinem), který se chystá vyloupit banku, aby získal peníze na chirurgickou změnu pohlaví svého partnera. Ve filmu se krátce objevila gay komunita a bisexualita hlavního hrdiny byla pojata s na svou dobu velkým taktem. Film Mycí linka (Car Wash) z roku 1976 je považován za velmi autentický obraz Ameriky 70. let. Mezi zaměstnanci linky je pozitivně prezentovaný gay: jeho sexualita není problémem ani pro něj, ani pro jeho okolí. Dalšími filmy byly např. Rocky Horror Picture Show (1975), kultovní dílo o sexuální ambivalenci, a Girlfriends (1978), ukazující přátelství a lásku mezi třemi ženami. Gayové, lesbické ženy a transsexuálové se na plátnech objevovali stále častěji.
Otevřená prezentace tohoto tématu zahrnovala také neskrývanou kritiku a někdy i agresi – filmový gay mohl být i zločincem, psychopatem, šílencem nebo terčem posměchu. Ve Vanishing Point (1971) byla dvojice gayů vyobrazena jako karikatury a odpudivý vrah – drag queen – skončil smrtí. V Policajtovi z roku 1972 jednal strážce zákona bez skrupulí. Transsexuála, který byl do něho zamilován, ponížil a surově zbil a po použití jako informátora „to“ odkopnul. Pohrdání lidmi s odlišnou sexuální orientací tu mělo podkreslit „mužnost“ hlavního hrdiny filmu, směle konkurujícího svému soupeři – pachateli. Hledání pana Goodbara (Looking for Mr. Goodbar) (1977) podporoval stereotyp gayů jako mužů převlékajících se za ženy, a z psychopatického vraha se vyklubal gay. Podobně tomu bylo ve filmu Na lovu (Cruising) Williama Friedkina (1980) o mužské prostituci, který vyvolal mnoho sporů a podnítil vlnu předsudků.
Hollywoodské produkce v té době setrvávaly na svých konzervativních pozicích s upozaďováním či zneviditelňováním homosexuality, a to až do 90. let. V Půlnočním expresu (Midnight Express) Alana Parkera, natočeném v roce 1978, byla oproti původnímu scénáři Olivera Stonea gay linka zcela odsunuta. Komickým paradoxem je skutečnost, že představitel hlavní role Brad Davis byl sám homosexuál. Kniha Fanny Flag otevřeně pojednávala o erotickém vztahu mezi dvěma ženami, zato film Smažená zelená rajčata (Fried Green Tomatoes) z roku 1991 jen o dlouholetém přátelství mezi hlavními hrdinkami. Stejné to bylo s pozdější Barvou nachu (The Color Purple) Stevena Spielberga z roku 1982.
Od 70. let byla LGBT témata zobrazována nejen sporadicky, ale už v celém spektru americké a evropské filmové produkce. Otevření kinematografie této tematice ji však vystavovalo i kritice.

### 80. léta: film proti AIDS
V této dekádě se objevuje stále více filmů zabývajících se LGBT tematikou a příběhy jsou složitější. Mezi takové filmy je možno zařadit Can't Stop the Music Nancy Walker z roku 1980, odehrávající se v uměleckém prostředí Greenwich Village v New Yorku. Z téhož roku pochází kanadský By Design Clauda Jutry, ve kterém se dvě módní designerky rozhodnout mít dítě a hledají otce dobrovolníka.
Byly ale také neúspěšné produkce. V roce 1982 byl natočen film Making Love, v režii Arthura Hillera. V záměru scenáristy se film měl stát přelomem, protože film ukázal ženatého muže, který si uvědomil, že je gay. Přitom se nejednalo ani o podivína, ani o umělce, ale o zástupce tzv. WASP. Oba představitelé hlavních rolí (Michael Ontkean a Harry Hamlin) se obávali, že hraní gayů jim zničí kariéru (ve filmu natočili scénu líbajících se milenců), což se promítlo na umělecké úrovni a veřejnost film nepřijala.
Ve Velké Británii tvořil od 70. let Derek Jarman, který otevřeně propagoval homosexualitu jako filmové krédo. Jeho nejznámější díla vznikla v 80. letech. Andělské rozhovory (The Angelic Conversation) z roku 1985 je film složený ze Sonetů Williama Shakespeara, v jehož tvůrčí činnosti Jarman nalezl homoerotické prvky. Příběh filmu Caravaggio z roku 1986 se opírá o biografii Caravaggia a bisexuální citový trojúhelník. Na počátku 90. let vznikaly jeho poslední filmy, ve kterých jsou homosexuální biografie Eduarda II. a Ludwiga Wittgensteina záminkou pro prezentaci umělcových filozofických a ideologických úvah. Filmografii Dereka Jarmana uzavírá Blue z roku 1993, umělecký testament režiséra, který rok poté umřel na AIDS.
V pozitivním světle byla problematika homosexuality pojata Jamesem Ivorym v díle Maurice, oceněném v roce 1987 na Benátském filmovém festivalu. Film natočený podle stejnojmenné povídky britského spisovatele Edwarda Morgana Forstera je příběhem platonické lásky dvou přátel žijících v k homosexuálům nepřátelské Anglii počátku 20. století. Hlavní hrdina podstupuje dlouhou cestu ke štěstí a ke shodě s vlastní identitou. Jeho přítel (hraný Hughem Grantem) volí bezpečné manželství z obavy ze ztráty společenské pozice.
V 80. letech vznikla znovu série filmových děl představujících LGBT jako psychopaty. V Ctiteli Edwarda Bianchi z roku 1981 se gay fanoušek mstí svému idolu za odmítnuté city. Ve Windows Gordona Willise z roku 1980 pronásleduje psychopatická lesba – vražedkyně heterosexuální hrdinku. Zrodily se filmy, ve kterých bylo homosexuální počínání představeno jako urážející, jako např. ve filmech A View from the Bridge a Thunderbolt a Lightfoot. Nejsou to filmy pojednávající o gayích, a polibek na ústa muže jiným mužem je tu vyjádřením agrese a opovržení. Ve filmografii dekády je možno najít následky spojené s epidemií AIDS, za jejíž propagaci veřejné mínění 80. let obvinilo homosexuální komunitu.

### Populární kino 90. let
Od 90. let 20. století, kdy ve veřejném životě začíná být viditelná tzv. politická korektnost, tematika související s LGBT ve světovém filmu již nevzbuzuje divoké protesty a není předmětem omezení. Je třeba současně poznamenat, že Hollywood si zachoval jeho tradičně konzervativní pohled a obecně se tomuto tématu vyhýbá, ale spíše ze strachu z finančního rizika než kvůli puritánskému postoji.
90. léta jasně poznamenal úspěch filmu  Philadelphia z roku 1993 s Tomem Hanksem v roli mladého advokáta nemocného na AIDS, který bojuje o svoji důstojnost s velkou právní korporací. Role partnera hlavního hrdiny byla přidělena Antoniovi Banderasovi. Film zaujal diváky a měl dopad na stereotypní názory diváků na homosexuály jako žádný jiný předtím. Navíc obrátil jejich pozornost k problému diskriminace lidí s AIDS. Gay láska ve filmu už není ničím neobvyklým. Vznikají romance a romantické komedie, jejichž hrdiny jsou dva kluci nebo dvě holky. Ukazují jejich milostný vztah jako něco běžného a samozřejmého, ale neobvyklého v jeho náhodnosti a krásného. Tak je tomu ve filmu Trick (1999) vypovídajícím s lehkostí a vděkem o lásce ve velkém městě.
Na pozadí americké produkce se zajímavě rýsují filmy francouzských a britských tvůrců. Tyto kinematografie se vyznačují citlivostí na LGBT témata už od 80. let a filmy jsou typické přirozeností ukazování citů.
Konzervativní a tradiční Velká Británie je kolébkou anarchistického hnutí 80. let a četných subkultur. Gay right movement byl jejich součástí, což vyústilo v přijetí otázek LGBT ve filmu. Mezi nejznámější britské filmy této doby patří Plameny lásky režiséra Christophera Hamptona z roku 1995, o spisovateli – homosexuálovi nebo  Nastražte uši Stephena Frearse a Maurice Jamese Ivoryho, oba z roku 1987. Do pozice kultovního filmu se dostal britský snímek Nádherná věc z roku 1996, režisérky Hettie MacDonald, který je jednoduchým příběhem o dvou teenagerech z londýnské čtvrti Greenwich.
Ve francouzském filmu upozorňuje svou kreativitou André Téchiné, který elegantně představuje homosexuální hrdiny od filmu Divoké rákosí který se zabývá dilemy dospívajících středoškolských studentů až po dílo Svědci, ve kterém zamyšleně a s vyzrálostí bilancuje celé 20. století, dobu AIDS.
Filmy polské režisérky Agnieszky Holland vyrobené ve Francii a Německu je těžké počítat do polské kinematografie. Homosexuální hrdinové v jejích filmech jsou prezentováni nestereotypně. Ve filmu Evropa, Evropa (1990) se hlavní hrdina Sally, naverbovaný do Wehrmachtu, na frontě spřátelí se starším vojákem. Jejich přátelství posiluje skrývání jejich pravé identity: Sally je Žid, voják zase homosexuál. V kontextu brutální reality film pojednává o prvenství pudu sebezáchovy nad pocitem rasové, národnostní nebo sexuální sounáležitosti. Zatímco film Úplné zatmění z roku 1995 je příběhem romance dvou velkých francouzských básníků 19. století, Arthura Rimbauda a Paula Verlaina (v hlavních rolích Leonardo DiCaprio a David Thewlis), plným emocí a odstínů života.

### Nové trendy ve filmech III. tisíciletí
Městského playboye a mladého mormonského misionáře v Latter Days (2003) seznámila hloupá sázka, ale setkání je oba transformuje. Film byl natočen jako klasická romantická komedie: má vtip, lásce jsou kladeny do cesty stále nové překážky, je zde dramatické rozdělení hrdinů, šťastná náhoda a konečně happy end a uklidňující mravní ponaučení. Izraelský film Yossi & Jagger z roku 2002 otevřeně hovoří o románku dvou vojáků umístěných na hranici s Libanonem a přidává do příběhu univerzální protiválečné poselství.
Dnes již kultovní australská komedie Dobrodružství Priscilly, královny pouště (1994) pozitivně ukazuje rodičovství mladého travestity (hraného Hugem Weavingem) k synovi, kterého má se svou lesbickou kamarádkou, ale je také kritikou australského venkova a sebeironickým pohledem na část homosexuální komunity. Španěl Manuel Gómez Pereira jde ve filmu Reinas (2005) po stopách svého slavného krajana Almodóvara. Hlavní zápletkou této komedie jsou peripetie čtyř homosexuálních párů několik dní před hromadným uzavřením manželství. Oddávající je nechtíc homofobní matka jednoho z hrdinů.
Nové tendence ve filmu s LGBT tematikou přináší tzv. nezávislé produkce v anglosaských zemích. Ve filmu Transamerika (2005) se příběh točí kolem hlavního hrdiny (hraného ženou, americkou herečkou Felicity Huffmanovou), který se rozhodne podstoupit operaci změny pohlaví. V tomto psychologickém snímku a zároveň "road movie" na cestě na operační sál se setkáváme s jeho rodiči, zejména konzervativní a sebestřednou matkou, a také s jeho mladistvým synem, který si vydělává homosexuální prostitucí. Shortbus (2005) Johna Camerona Mitchella jde ještě o kousek dále v nových tématech. Ukazuje zcela přímo a evropsky celou paletu lidské sexuality (mužská i ženská homosexualita, bisexualita, milostné bisexuální a homosexuální trojúhelníky, exhibicionismus a voyeurismus, skupinový sex, masturbace, sadismus a masochismus…), ale je především náhledem do psychologie jeho hrdinů.
Svým způsobem je zlomem v pojímání gay hrdinů publikem také drama Zkrocená hora (2005). Hrdiny příběhu, který začíná v 60. letech a končí několik desítek let poté, jsou dva mladí kovbojové (Jake Gyllenhaal a Heath Ledger) na pozadí amerického konzervativního venkova. Oba muži odstraňují divácký stereotyp, jak má vypadat gay. Přes jejich letní milostnou romanci se oba ožení a mají děti. Manželství však nejsou šťastná a jejich životním motorem jsou každoroční výpravy do hor, "na ryby", kde samozřejmě nikdy nic neuloví.
Západoevropské produkce a koprodukce (kromě výše zmíněné španělské i britská, francouzská, severské) samozřejmě nezaostávají za severoamerickou, ba naopak.
Současný film se také nevyhýbá kontroverzním tématům, např. v  L. I. E. (2001), v režii Michaela Cuesty a Štěstí (1998), v režii Todda Solondze, se poukazuje na gay pedofily.
Filmy s LGBT tematikou v současné kinematografie stále vzbuzují polemiky. Nicméně, vzhledem k vysoké různorodosti a multidimenzionalitě postojů přispěly k odmytologizování tématu nebo k porážce stereotypů. Byly zaznamenány i první LGBT postavy v populárních televizních seriálech a soap operách. V jednom z nich, As the World Turns, se v roce 2007 v objevil první gay polibek.

### New queer cinema
New queer cinema (NQC) je velmi specifický proud v kinematografii, jehož nejproduktivnější období spadá do 90. let 20. století. Mezi filmaře tohoto proudu patří Derek Jarman, Todd Haynes, Isaac Julien, Tom Kalin a Pratibhy Parmar. Queer filmy otevřeně přijímají název "queer pohled", projevující se přímými odkazy neheterosexuálnímu publiku a prezentací sexuálně jasného a zjevného materiálu. Co je důležité, queer filmy se nesnaží ukázat jen pozitiva a zdůrazňovat jedinečnost sexuální rozmanitosti. NQC se zabývá rozdíly (nejen sexuálními), ale vystupuje proti uzavřeným komunitám.
Klasickými filmy tohoto proudu jsou: The Hours and Times (1991) Christophera Muncha, The Living End (1992) Gregga Arakiho, Edward II (1991) Dereka Jarmana, Khush Pratibhy Parmara, Flaming Ears (1992) Angely Hans Scheirl a Ursuly Puerrer, Tongues Untied (1990) Marlona Riggse, Young Soul Rebels (1991) Isaaca Juliena. Všechny vznikly v 90. letech a mají značku NQC.
Jedním z nejkontroverznějších filmů patřících k NQC je Swoon, režie Tom Kalin z roku 1992. Příběh popisuje hlasitý případ dvou mladých homosexuálů, pocházející z dobrých židovských rodin, kteří v roce 1923 zavraždili 14letého chlapce ze sousedství. Byli souzení za vraždu, ale byli také sociálně stigmatizováni za jejich homosexuální orientaci a židovské kořeny. V době politické korektnosti film způsobil pobouření, a to i v homosexuálních kruzích. Poselstvím filmu je vypozorování, že každý člověk, bez ohledu na jeho orientaci, národnostní původ nebo náboženství, se může stát zločincem. Ukazuje také, jak snadno se ztotožňuje "rozdílnost" se "zlem".

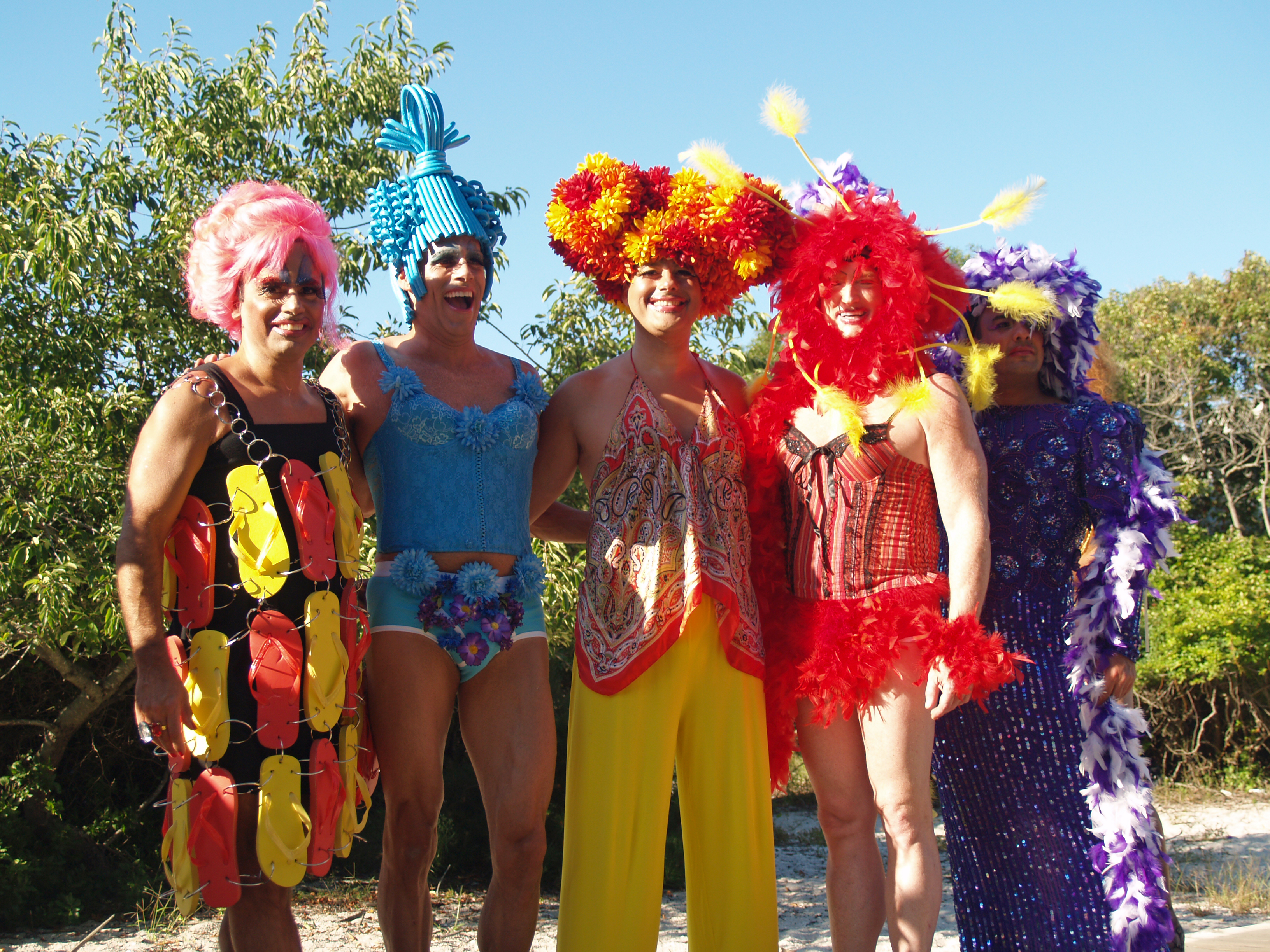
Hold kostýmům z filmu Dobrodružství Priscilly, královny pouště

Jednou z klíčových otázek queer filmu je otázka identity. Co vytváří naši sexualitu: sex nebo rasa? Je to práce vnějšího světa, nebo naše vlastní? Filmaři zkoumají vznik identity hrdiny v realitě, ve které je nucen ji skrývat nebo se stane důvodem pro jeho stigmatizaci. Filmové dílo je zde pohledem na tuto situaci zevnitř. Příkladem takového filmu je Paris Is Burning, ukazujícím transsexuální muže a drag queen z pohledu lesby. Tento film je podvratné dílo, podkopávající jakékoli normy. Zobrazuje konvenčnost sociálních rolí, umělost a křehkost jakékoliv identity, uvedením na myšlenku, že dokud jsme na světě, je to jen otázka za koho se převlékáme.
New queer cinema se také zajímá o androgeny a nedokreslené pohlaví, tak jako v Sametové extázi z roku 1998, Todd Haynes nabízí příběh o životě sexuálně ambivalentních hvězd glam rocku ze 70. let jako David Bowie, Iggy Pop a Lou Reed.
Kino NQC má další charakteristiky: je to hlas LGBT lidí, připomínajících práva na důstojnost a existenci. V tomto smyslu byl realizováno mimo jiné  Setkání dvou královen Cecila Barrigi, sestavené z fragmentů filmů s Gretou Garbo a Marlene Dietrichová, které mají šanci se zamilovat. Podobně Edward II Dereka Jarmana. Příběh jako z alžbětinského divadla: král Eduard II. a jeho oblíbenec Gaveston se mají navzájem rádi, a celý svět je proti nim. Gaveston je navíc "plebejec" a proto je považován za nehodného královského dvora. Kromě toho, režisér mísí historii se současností: kostýmy hrdinů jsou z dvacátého století, a v obraně dvojice milenců vystupují anarchističtí bojovníci srážející se s ozbrojenými policisty. Shrnutí minulosti a současnosti mate, ale nese poselství: to je to, co se již stalo, se děje i dnes, mechanismy stigmatu jsou stále a vždy stejné. Tuto strategii míchání času a připomínání Jarman použil v dalších filmech sahajících do životopisů: Caravaggio, Wittgenstein (setkání s cizinci). Dává přitom jasně najevo, že jsou to biografie homosexuálů a není žádný důvod to skrývat. Totéž říkal John Maybury když natáčel film Láska prokletá.

## Čtyři způsoby reprezentace postojů v kinematografii hlavního proudu
V dnešních filmech zabývajících se LGBT tematikou, které nijak neomezuje cenzura, existuje několik způsobů prezentace odlišné sexuality. Následující členění se týká pouze filmů hlavního, populárního proudu, do kterého nejsou zahrnuty filmy New Queer Cinema (založené na specifické estetice a slovním výrazu) a okrajové produkce, natáčené pro uzavřené publikum. Samozřejmě, že toto dělení je zjednodušení, neberoucí v zřetel hlavní téma, žánr, atd.

### Hledající postoj
Jedním ze způsobů ukazujících homosexualitu a bisexualitu je vykreslení postav jako "hledajících se", majících problémy s určením své sexuality. Jedním z jejich hlavních problémů je pokusit se odpovědět na otázku o tom, jakou cestu si zvolit, po jaké lásce opravdu touží, o životním rámci. Postavy se necítí být omezeny jejich vlastní sexualitou, je pro ně typická také počáteční absence jasného vymezení některých základních priorit a hodnot, experimentace s jejich vlastními životy. Proces sexuální identity je často bouřlivý, někdy končí v heterosexuálním vztahu.
Tyto typy postav lze najít mimo jiné v Hledám Amy, Srdcové trojce, Henry & June nebo  Hře na pláč.

### Nejlepší přítel / přítelkyně
Filmový gay nebo tranvestita bývá pojat jako "nejlepší přítel ženy": je možno se mu se vším svěřit a připraven pomoci v jakékoliv extrémní situaci, do které se dostane hlavní hrdinka, často osamělá a nešťastná žena. Typickým příkladem je Spolubydlící (Single White Female). Často takový typ postav nalezneme ve filmech Pedro Almodóvara. Tento způsob portrétování homosexuálů vzniká z přesvědčení, že v podvědomí heterosexuálních žen může gay být dobrým kumpánem nebo přítelem (Svatba mého nejlepšího přítele), tím jemným, pozorným a atraktivním mužem, který "lépe rozumí ženě". Gay postavy jsou někdy v rolích umělců: fotograf, malíř a stylista, to znamená v rolích typických pro ženy. Gay a travestita jsou také "bezpeční": nebudou zaměňovat přátelství a erotický vztah, i když s takovým přítelem/přítelkyní může ta žena sdílet společný byt, jako v romantických filmech Chilli, sex a samba, Latter Days nebo Láska a jiné pohromy. Typickým přítelem-gayem je Tom v oblíbené romantické komedii Deník Bridget Jonesové a jejím pokračování, Bridget Jonesová: S rozumem v koncích. Ve francouzském seriálu Clara Shellerová je takové přátelství hlavním tématem a stane se hrdinčiným nejtrvalejším a nejjistějším citovým vztahem.

### Prostituce
Jiným používaným tématem je "mužská prostituce". Je možné se s ním setkat ve filmech My Own Private Idaho nebo Rváčův deník. Využití sexuálních preferencí se stane u hrdiny nutností a způsobem přežití v děsivé realitě. Špína a degradace hrdinů vykonávajících sex na toaletách, scény se staršími muži, kteří hledají "zboží" – vše to poukazuje na morální úpadek, ale ne těch, kteří se prostituovali, ale těch, kteří jim platí. Odehrávají se dramata citlivých lidí, kteří pro jejich odlišnost, přecitlivělost a nepřizpůsobení platí vysokou cenu, tak jako v na faktech založeném filmu Mandragora, vypovídajícím o prostituci v prostředí českých dospívajících.

### Coming Out

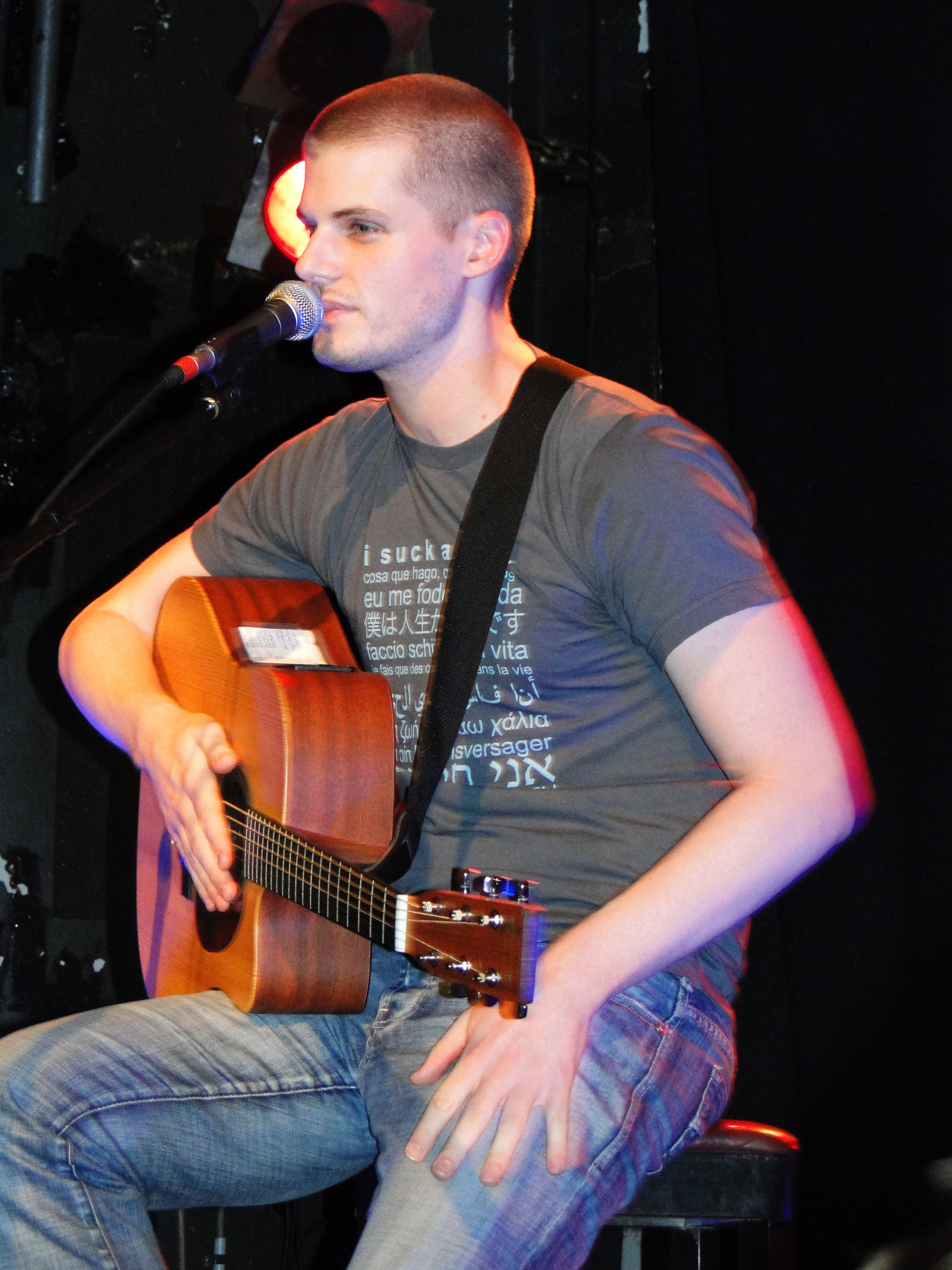
zpěvák a herec Jay Brannan z Shortbusu

Velkou část filmových postav tvoří gay a transgender lidé, kteří nemají problémy s jejich sexuální identitou a přijímají jejich odlišnost. Nicméně dostávají se do traumatických situaci, ve kterých se musejí vypořádat s problémy. Často se jim staví do cesty společenské normy a kulturní faktory (Wedding Party, Priest). Stává se také, že v dané situaci hrdina musí znovu přesoudit život a znovu hledat odpovědi na základní dilemata: "proč?", "kdo opravdu jsem?", "musím být takový?". Stejně často se hrdinové ocitají v sociální ostrakizaci, izolaci, osamělosti, touze nebo potřebě porozumění, někdy nemožné naplnit v realitě, ve které se nacházejí. Někdy se stane, že v důsledku smrtelné nemoci zemře (Philadelphia, Noci šelem). Nicméně, tam jsou obvykle zobrazeni tak, aby vzbudili divákovy sympatie a prokázali, že jsou to titíž lidé jako ostatní, ale více citliví, kteří musí bojovat nejen se sociálními předsudky, ale také se svými zmítajícími se vnitřními rozpory a konflikty.

## LGBT tematika v českém a slovenském filmu
- Zapovězená láska – dokumentární krátký film z roku 1990, režie Vladislav Kvasnička. Dokumentární pohled na homosexualitu v Československu, země začínající chápat, že asi 750 000 jejích obyvatel jsou gayové a lesby. Prostřednictvím osobních rozhovorů s gay aktivisty za práva gayů a křičícími homofobiky režisér vytvořil film, který představil naivní začátky sociální hnutí a chladný pohled na kulturu jejich oponentů.
- Not Angels But Angels – Dokumentární film z roku 1994, režie Viktor Grodecki. Film o chlapecké prostituci v Praze. Ekonomický boom a nedávno získaná česká politická svoboda krásného města lákají turisty, včetně těch, kteří hledají sexuální dobrodružství. Mladí lidé, kterým imponují západní spotřební standardy, chtějí rychle získat peníze a snadno spadnou do nejstaršího řemesla na světě.
- Tělo bez duše – dokumentární film z roku 1996, režie Wiktor Grodecki. Pojednává o prostituci v prostředí 15- až 18letých kluků v Praze. Polský režisér pracující v Česku a USA, Wiktor Grodecki prokazuje odvahu ve vyzvedávání LGBT tématu.
- Mandragora – psychologické drama z roku 1997, režie Wiktor Grodecki. Pokračování tématu z dokumentárního filmu Tělo bez duše. Vypráví o mladém učni, který se na pražských ulicích dostane do narkomanie a prostituce. Za jeho realizaci režisérovi zvlášť blahopřál český prezident Václav Havel.
- Šeptej – film z roku 1996, režie David Ondříček. Obraz pražských dětí ulice, tzv. generace X. Šestnáctiletá Anna utíká z domu na venkově a autostopem se odebere do Prahy, kde se seznámí se skupinou teenagerů. Dostane se k narkotikům, courá se po klubech a party a zamiluje se do homosexuála Filipa.
- Pusinky – film z roku 2007, režie Karin Babinská. Film o prázdninách, cestování, přátelství a dospívání. Hrdinkami jsou tři náctileté kamarádky, které na prahu dospělosti společně cestují do Holandska. Přidá se k nim nezvaný host: mladší, 14letý bratr jedné z nich. Je to první český film s otevřeně lesbickou tematikou.
- Hana a její bratři (Hana a jej bratia) – komedie z roku 2000, režie Vladimír Adásek. Tento lyrický příběh se odehrává v městském prostředí a je koncipován dvojace. Jednu stranu tvoří události, odehrávající se v místním kabaretu, druhou peripetie rodiny hlavního hrdiny Martina. Každý z hrdinů toho příběhu má své problémy a řeší je svým vlastním způsobem. Martin, zapletený do sítě komplikovaných vztahů, hledá někoho, kdo by mu rozuměl.
- 100% čistá láska - Vášeň – drama z roku 1996, režie Vladimír Adásek. Tento film je psychosexuálním příběhem. Je také ironickým filmem o natáčení filmu. Sám režisér v něm hraje hlavní roli, ukazujíc se tak, jak by chtěli vidět homosexuály homofobičtí heteráci – jako excentrického chlapa posedlého sexem, stavějícího představení nad život, často také matoucího tyto dva světy.
- Supper Man – drama z roku 2004, režie Albert Vlk. Film se odehrává v současné Bratislavě, kde Roland právě prožívá svůj coming out. Poukazuje na duševní omezení a konservatismus jeho rodičů, kteří nejsou schopni přijmout homosexualitu syna. Roland je ztracený a osamělý a když se s někým konečně seznámí, utíká z domu. Rodiče posílají Rolanda do sanatoria, ve kterém mají naději, že syna vyléčí.

## Kinematografie zemí bývalého východního bloku

### NDR
- Nicht der ist pervers Homosexuelle, sondern die Situazion, in der er lebt – drama z roku 1971, režie Rosa von Praunheim. Mladý chlapec z provincie přichází do Berlína a dostane se do gay komunity. Hrdinové se pokoušejí přesvědčit sami sebe, aby se vzdali povrchního života a založili politickou organizaci, která by se postavila za jejich práva.
- Hořké slzy Petry von Kantové (Die bitteren Tränen der Petra von Kant) – drama, 1972, režie Rainer Werner Fassbinder. Film je příběhem o vztahu mezi třemi ženami: slavnou módní návrhářkou Petrou von Kant, její milenkou Karin a Petřinou asistentkou Marlene, Petře téměř otrocky oddanou. Film je považován za pojednání o svobodě žen v lásce.
- Zápaďák – drama, 1986, režie Wieland Speck. Chlapec ze západního Berlína se během výletu zamiluje do chlapce z východního Berlína. Pohraniční stráž začne mít podezření, když Berlíňan ze Západu začíná přijíždět častěji. Kluci plánují utéci společně za zeď, která je odděluje.
- Coming Out – drama, 1989, režie Heiner Carow. První filmový coming out ve východním Německu, který se otevřeně zaměřuje na gay problematiku. Filip je gay a učí na dívčí střední škole. Podaří se mu zachovat zdání "normality". Jedné noci se "náhodně" dostane do gay baru, kde se seznamuje s mladým mužem, do kterého se zamiluje. Láska ho změní, přestane se bát čelit realitě a přijme sám sebe takovým, jaký je.
- Svou vlastní ženou – dokumentární film z roku 1992, režie Rosa von Praunheim. Skutečný příběh ze života Charlotty von Mahlsdorf, nejslavnějšího travestity ve východním Německu, který se stal symbolem odvahy a idealismu východonemecké realitě v leseb a gayů.

### Maďarsko
- Jiný pohled (Egymásra nézve) – drama z roku 1982, režie Károly Makk. Příběh milostného románku dvou žen, boje o vlastní totožnost a svobodu názorů v realitě po revoluci z roku 1956
- Plukovník Redl – historické drama z roku 1985, režie István Szabó. Příběh Alfreda Redla, člověka pronásledovaného nedostatkem sebeakceptování a zlými sny z dětství prožitého v chudobě, ne smířeného s vlastní homosexualitou, trpícího kvůli komplexu odmítnutí. S cílem chránit svou důstojnost postupuje boj po vojenských metách kariéry habsburského impéria.
- Csókkal és körömmel – drama z roku 1995, režie Szomjas György.
- Nincsen nekem vágyam semmi – drama z roku 2000, režie Kornél Mundruczó. Bruno je mladý skrytý bisexuál žijící na maďarském venkově se svou dívkou Mari. Bruno má bratra Ringa, který je gay. Oba tajně provozují podezřelé činnosti a vkrádají se a vylupují obydlí v blízkém velkém městě.
- Růžová fretka – krimi komedie z roku 2003, režie Katrin Kremmler. Zmizela mladá státní sekretářka pověstná homofobickými výroky. Detektivové usuzují, že byla unesena mafií leseb, ale ukáže se, že celá situace je daleko komplikovanější.

### Polsko
Stejně jako jinde, konvence nedovolily v meziválečném polském filmu přístup k takovýmto tématům. Ale tehdejší komedie rády používaly vděčnou formulku obrácení rolí. Ve filmu Czy Lucyna to dziewczyna? Julia Gardana z roku 1934 hraje roli titulního hrdiny-inženýra žena. Ženské a mužské převleky jsou také ve filmech Książątko, Niedorajda i Piętro wyżej z roku 1937. Ani jeden z nich však neopustil rámec gagu, komické situace, čímž jen ještě více zdůraznily tradiční role ve společnosti.
Za čtyřicet let poválečné polské kinematografie se ve filmech vyskytlo asi 35 postav s odlišnou sexualitou, z nichž třetina byly postavy epizodické. Ve srovnání se západní Evropou nebo USA ve stejné době, žádný film se nevěnoval problematice LGBT.
Přestože homosexualita v Polsku přestala být zločinem už v roce 1932, v období Polské lidové republiky byly otázky LGBT spojeny pouze s problematikou vězeňství, zločinu a deviace. Odraz na veřejnosti byl s negativní a velmi ponižující konotací. Do poloviny 70. let bylo toto téma jedním z promlčených, stejně jako alkoholismus a drogy. Výjimkou jsou dva krátké filmy z roku 1978: Toń režiséra Jan Bułaka a Nieporozumienie Petra Majdrowicze, nicméně jednalo se o amatérské filmy, zcela neznámé širší veřejnosti.
První poválečný film, ve kterém vystupuje gay postava je film Ojciec z roku 1967, v režii Jerzyho Hoffmana. Je to příběh o starém muži, který se v parku potká se studenta gymnázia a snaží se pozvat ho do svého domu. V polských filmech komunistického období jsou homosexuální hrdinové nejčastěji tragické postavy, psychopati nebo "rozptýlení pro legraci". V Zaklętych rewirach z roku 1975, je to homosexuální baron, majitel restaurace, jemuž cyničtí kolegové pošlou mladého číšníka.
Postavy nezženštilých gayů jsou výjimkou z pravidla. Takovéto postavy se objevily v první části miniseriálu tři mlýny z roku 1984 režie Jerzy Domaradzki, kde se milovník umění Charles (Jerzy Zelnik) zamiluje do mladého Juliana (Jan Jankowski). S určitými sympatiemi je také vykreslen párek lesbických vězeňkyň na pozadí filmu Nadzor Wiesława Saniewskiého z roku 1983.
Ve filmech Jerzyho Gruzy jsou gayové zobrazováni jako karikaturní kluci s namalovanýma očima, jako je tomu ve filmech Czterdziestolatek, Motylem jestem... nebo Dzięciol. U Krzysztofa Zanussiho se homosexualita zřídka objevuje otevřeným způsobem, a když, jedná se o postavy odrazující a patologické, s jasně negativní morální kvalifikací. Ve filmu Kontrakt z roku 1980 se skupina "homosexuálních baletních "tet" hlasitě baví v prominentní vile. Ve filmu Paradygmat z roku 1985 bohatý průmyslník poníží mladého studenta teologie, kterému přikáže, aby si sundal kalhoty, otočil se a ohnul, čímž naznačuje záměr znásilnění.

### Rumunsko
- Jiná láska (Legaturi Bolnavicioase) – drama z roku 2006, režie Tudor Giurgiu. Dvě rumunské studentky se do sebe zamilují. Kiki pochází z Bukurešti a je sebejistá. Alex přijela z malé vísky a je spíše nesmělá. Příběh emocionálního dozrávání obou dívek na pozadí objevujících se milostných komplikací.

### Jugoslávie, Srbsko, Slovinsko, Chorvatsko, Bosna & Hercegovina
- Prdel z mramoru (Dupa z marmuru) – vojenské drama z roku 1995, režie Zelimir Zilnik. Na předměstí Bělehradu spolu bydlí travestita a prostitutka. Do příběhu vstupuje ozbrojený a agresívní voják, který se nedávno vrátil z válek na bosenské frontě. Film proti válce: "make love, no war".
- Virdžina – historické drama z roku 1991, režie Srđan Karanović. Na konci 19. století panuje v srbské vísce nad Adriatikem přesvědčení, že absence syna v rodině není to nejlepší, a takové rodiny jsou považovány za prokleté. Film je příběhem o dívce Virdžinii, která byla přinucena stát se chlapcem.
- Netrpeljivost – Ivan – dokumentární film z roku 2002, režie Marko Popović. 20letý student z Bělehradu čelí homofobii doma i na univerzitě. Jeho matka prohlásila, že by byla radši, kdyby její syn byl žhář než homosexuál. Nakonec ze země utíká ze strachu před otevřenou agresí strážců "normality".
- Diši duboko – morální drama z roku 2004, Srbsko a Černá Hora, režie Dragan Marinković. Sasa, studentka práva, zamýšlí odstěhovat se se svým přítelem do Kanady. Tutéž noc mají oba autonehodu. Objeví se rodinné komplikace, a Sasa se naváže milostný vztah se sestrou svého přítele.
- Varuh Meje – thriller z roku 2002, koprodukce Slovinsko / Německo / Francie, režie Maja Weiss. Prázdninové splavování řeky v kajaku třech dívek se mění ve zlý sen. Ukazuje se, že hranice mezi Slovinskem a Chorvatskem jsou také hranicí mezi tím, co je povoleno a zakázáno.
- Fine mrtve djevojke – drama, thriller, 2002, Chorvatsko, režie Dalibor Matanić. Dvě dívky si pronajmou byt v Záhřebu. Ukazuje se, že lidé žijící v domě jsou jako z hororu – potratář a jeho němý syn, žena trýzněná primitivem, muž ukryvající v bytě tělo zesnulé manželky, aby mohl přijímat její důchod, válečný veterán trpící post-traumatickým stresem, prostitutka-alkoholička a mladý muž na týrající Cikány. Skutečná hrůza začíná, když obyvatelé zjistí, že dívky jsou lesby.
- Go West – válečná tragikomedie z roku 2005, Bosna a Herzegovina, režie Ahmed Imamovič. Film vypráví příběh dvou homosexuálních mužů na pozadí občanské války v Sarajevu. Jeden je bosenský muslim a druhý Srb a chtějí dostat do gay friendly Holandska. Prchající před válkou, která je rozděluje a před společenským odmítnutím. Film byl ostře napaden médii a politiky v zemi, ale dočkal se řady projekcí v zahraničí.

## Asijská kinematografie
- Boys Love, 2006, Japonsko, režie Kotaro Terauchi
- Boys Love 2
- Pěkný boxer,
- Tabu,
- Lan Yu, 2001, Čína / Hong Kong, režie Stanley Kwan
- Flying by Night,
- Dcery botanika,
- Věčné léto (Eternal Summer), 2006, Tchaj-wan, režie Leste Chen
- Šťastni spolu (Happy together), 1997, Hong Kong, režie Kar-wai Wong
- Third gender,
- Přátelé (Dostana), 2008, Indie / USA, režie Tarun Mansukhani
- Rodeu-mubi (Road Movie), 2002, Jižní Korea, režie In-shik Kim
- Love My Life, 2006, Japonsko, režie Koji Kawano
- Oheň
- When Kiran Met Karen
- Soundless Wind Chime, 2009, Hong Kong / Švýcarsko
- Ci qing, 2007, Tcha-wan, režie Zero Chou

## Filmaři

### Režiséři zabývající se LGBT tematikou
Španělsko
- Pedro Almodóvar (Zákon touhy, Špatná výchova, Labyrint vášní, Pepi, Luci, Bom a jiné holky ze čtvrti, Sexo va, sexo viene)

USA
- Kenneth Anger (Fireworks)
- Paul Morrissey (Trash, Flesh)
- Andy Warhol (Vinyl, The Life of Juanita Castro, Horse, Lonesome Cowboys,My Hustler)
- Gus Van Sant (Mé soukromé Idaho, Elephant, Mala noche)
- Gregg Araki (Mysterious Skin, Kaboom, Totally Fucked Up, The Living End)

Velká Británie
- Terence Davies (Children, Madonna and Child, Death and Transfiguration, Dlouhý den končí, The Neon Bible)
- Derek Jarman (Edward II, Sebastian, Caravaggio, Wittgenstein, The Last of England)
- James Ivory (Maurice)

Francie
- Gaël Morel (A toute vitesse, Le Clan)
- François Ozon (Čas, který zbývá, Sitcom, Une robe d'été, Une rose entre nous, 5×2, 8 žen)
- André Téchiné (Svědci, Divoké rákosí, Les voleurs, Ma saison préférée, Nelíbám)
- Sébastien Lifshitz (Presque rien, Wild Side, Les corps ouverts, Les terres froides, Plein sud)
- Gabriel Aghion (Někdo to rád holky, Le libertin)

Itálie
- Ferzan Özpetek (Il bagno turco, Okno naproti)
- Luchino Visconti (Smrt v Benátkách, Soumrak bohů, Ludvík Bavorský)
- Pier Paolo Pasolini (Teoréma, Accattone, Kytice z tisíce a jedné noci, Saló aneb 120 dnů Sodomy)

Německo
- Rainer Werner Fassbinder (Querelle, Hořké slzy Petry von Kantové, V roce se třinácti úplňky, Pěstní právo svobody)

### Herci oceněni Oskarem za LGBT role
- 1985: William Hurt za roli ve filmu Polibek pavoučí ženy,
- 1993: Tom Hanks za roli ve filmu Philadelphia,
- 1999: Hilary Swanková za roli ve filmu Kluci nepláčou,
- 2003: Charlize Theronová za roli ve filmu Zrůda,
- 2005: Philip Seymour Hoffman za roli ve filmu Capote,
- 2009: Sean Penn za roli amerického LGBT činitele ve filmu Milk.

Navíc v roce 1976 byli nominovani na Oskara za role ve filmu Psí odpoledne Al Pacino a Chris Sarandon hrající gay pár banditů. O tuto cenu se uchazely také další filmy s tematikou LGBT, mimo jiné Dobrodružství Priscilly, královny pouště a Trevor v roce 1995, nebo Ptačí klec (The Birdcage) v roce 1997.

## Dokumentární filmy
Do kategorie dokumentárních filmů se řadí díla, která se zapsala do dějin emancipačního LGBT hnutí, jehož kořeny jsou v newyorských událostech z roku 1969. Before Stonewall (1985) shromáždil anekdoty, příběhy a akce spojené se Stonewallskými nepokoji, které se mezitím staly legendou. Film After Stonewall (1999) je retrospekcí hnutí Gay Liberation od roku 1969 do současnosti. Paragraf 175 sahá ještě dále do minulosti, připomínaje prostřednictvím posledních žijících svědků exterminaci homosexuálů německými národními socialisty.
Hlavní část dokumentárních filmů o LGBT představují ale ty, které se zabývají aktuálními problémy. V roce 1982, skupina britských teenagerů natočila dokumentární film Framed Youth: The Revenge of the Teenage Perverts, který je obrazem problémů mladých gayů a leseb v Londýně 80. let. Film získal cenu Britského filmového institutu za nejlepší britský dokument roku. Bůh je mi strachem natočený v roce 2001 je průkopnický film o homosexuálech v ortodoxních a ultraortodoxních komunitách Izraele. Cítí se být Židy a velmi jim záleží na sounáležitosti ke komunitě, která je odmítá jen z důvodu jejich sexuálních preferencí. Tito lidé prožívají dilemu: žít v rozporu s vlastní vírou nebo skrývat pravdu o sobě. Film Family Fundamentals (2002) je pohledem na americkou společnost: kamera vstoupí do životů několika konzervativních rodin křesťanských aktivistů, jejichž děti jsou homosexuály. V srbském dokumentu  Ivan - intolerance (2002) se seznámíme se studentem z Bělehradu, který utíká ze země ze strachu před agresivní homofobií, a jehož matka uvedla, že by raději měla syna násilníka nebo žháře než homosexuála. Americký video dokument Licence to Kill (1997) zkoumá psychiku mužů, které vedlo pohrdání homosexualitou k vraždě. Neobvyklá krutost (2005) ukazuje drama mužských transsexuálů v uzavřených mužských věznicích ve Spojených státech.

## Festivaly a filmové přehlídky
Většina metropolí západní Evropy, Severní Ameriky a Austrálie organizuje každoročně filmové festivaly nebo přehlídky s LGBT tematikou. První festival tohoto typu byl zorganizován v roce 1977 v Los Angeles. Výběr některých festivalů:

### V Česku

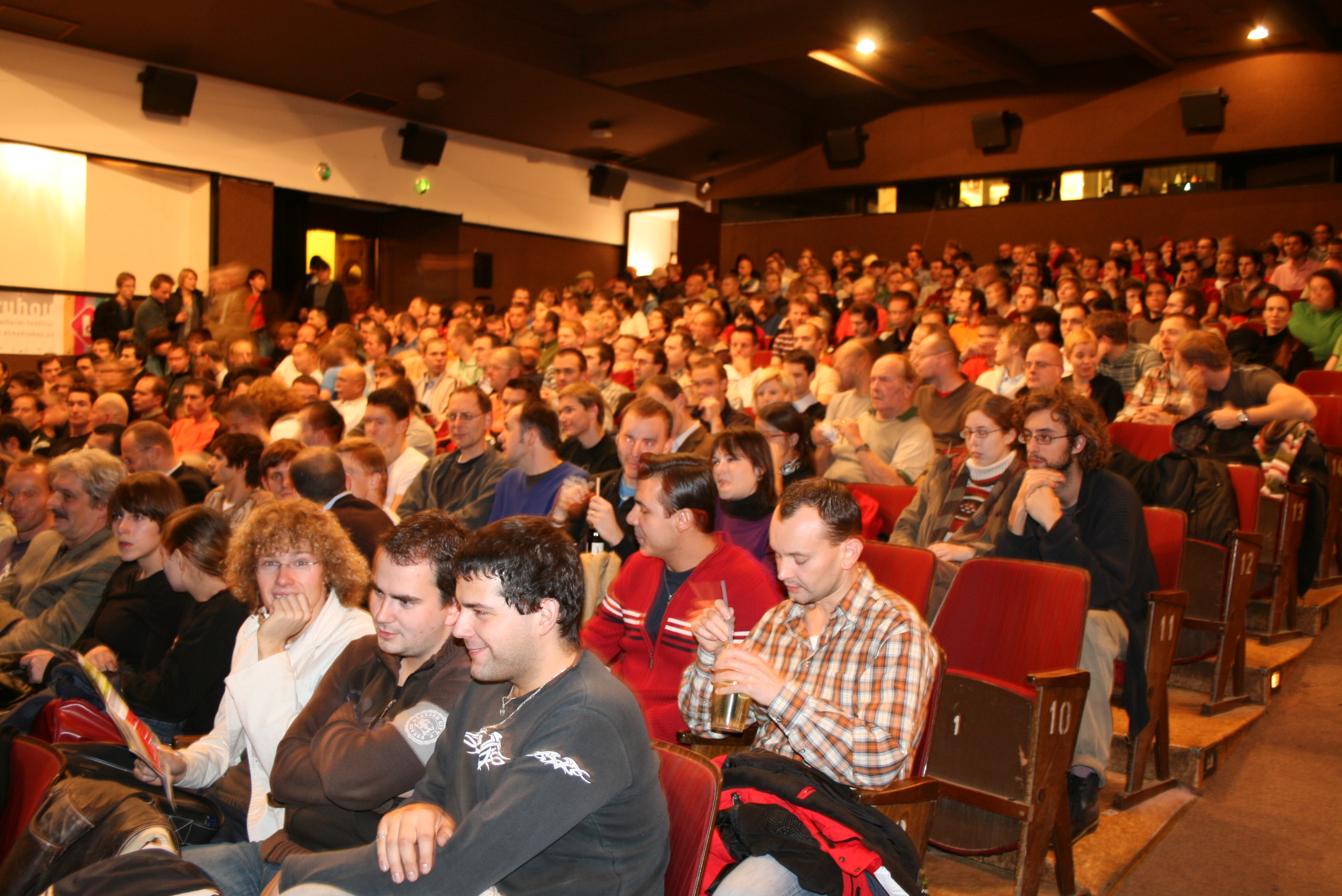
Hlediště kina Světozor při zakončení festivalu Mezipatra (2007)

- Queer filmový festival Mezipatra v Brně a Praze – od roku 2000, na přelomu října a listopadu

### V Evropě
- Copenhagen Gay and Lesbian Filmfestival v Kodani – od roku 1986, v říjnu
- Festival del Cinema Gay Lesbico e Queer Culture v Miláně – od roku 1986, v červnu
- Festival de films gays et lesbiens de Paris - od roku 1994, od roku 1998 ve "Forum des images" v centru Paříže (Forum des Halles) nebo v kině Le Grand Rex. Od roku 2009 je festival znám pod jménem Chéries-Chéris a oficiálně se jmenuje Festival du film gay, lesbien, bi, trans et ++++ de Paris a koná se na podzim.
- Lisbon Gay & Lesbian Film Festival v Lisabonu – od roku 1996, v září
- Festiwal Kina LGBT "Pryzmat" ve Varšavě – od roku 2006, v listopadu
- Festival „Kultura pro Toleranci“ v Krakově – od roku 2004, na přelomu dubna a května
- Festiwal Filmu Queer v Łodži – od roku 2006, v půli října
- Festiwal Równości ve Varšavě – od roku 2006, v květnu
- LGBT Film Festival ve Varšavě – od roku 2010, v dubnu. V tomto období se v dalších městech Polska (Poznan, Łodž, Katovice, Gdaňsk) konají Přehlídky LGBT filmů.

### Mimo Evropu
- The Los Angeles Gay and Lesbian Film Festival
- The New York Lesbian & Gay Film Festival – od roku 1988
- The New York Lesbian and Gay Experimental Film/Video Festival
- Lesbian Film Festival v New Yorku
- The Long Island Gay and Lesbian Film Festival
- BlinkFest: Sassy Gay & Lesbian Shorts
- Black LGBT Film Festival v San Francisku
- School of the Art Institute of Chicago Queer Film and Video Festival
- North Carolina Gay & Lesbian Film Festival v Durhamu – od roku 1995, v září
- Asian Lesbian Film and Video Festival na Tchaj-wanu, v srpnu